# Harpactea mateparlovi
Harpactea mateparlovi špiljska je vrsta pauka iz roda Harpactea. Vrstu su opisali Martina Pavlek i Miquel Arnedo 2020. godine. Vrsta je dobila ime po Mati Parlovu. Primjerci ove vrste nađeni su samo u špiljama Biokova. Do sada je pronađeno 5 primjeraka ove vrste (1990., 1998. i tri primjerka 2017.).

## Opis
Duljina pauka iznosi svega nešto više od sedam milimetra. Posjeduje „nabildane” prednje nožice, pedipalpe, koje su smještene bočno od usta. Kod ženki se taj par ekstremiteta ne razlikuje znatno od ostalih nogu za hodanje, dok kod mužjaka ima ulogu organa za parenje.

## Vanjske poveznice
- Harpactea mateparlovi Pavlek & Arnedo, 2020, Araneae